# 張書紳
張書紳（？—？），字思誠，號雨山，直隸蘇州府常熟縣人，匠籍，明朝政治人物。

## 生平
嘉靖二十二年（1543年）癸卯科應天府鄉試第三十七名，嘉靖三十二年（1553年）癸丑科進士。兵部观政，授职于浙江上虞縣知县，值倭寇来犯，“以修築賈怨爲督府所罷”。改江西瑞金縣。官至浙江金華縣同知。

## 佚事
八歲時私塾老師出偶句“鄉黨一篇无子曰”，應以“邦畿五節盡詩云”絕對，才華堪比瞿文懿。

## 家族
曾祖張鵬飛；祖父張玉；父張寧，母任氏。兄张书盤（生员）、弟张书牖。